# Un commis trop entreprenant
Pour plus de détails, voir Fiche technique et Distribution.
Un commis trop entreprenant est un film muet français réalisé par Georges Monca, sorti en 1910.

## Fiche technique
- Titre : Un commis trop entreprenant
- Réalisation : Georges Monca
- Scénario : Maurice Hennequin
- Photographie :
- Montage :
- Société de production : Société cinématographique des auteurs et gens de lettres (S.C.A.G.L)
- Société de distribution : Pathé Frères
- Pays d'origine :  France
- Langue : français
- Métrage : 200 mètres
- Format : Noir et blanc — 35 mm — 1,33:1 — Muet
- Genre :  Comédie
- Durée : 6 minutes 40
- Dates de sortie : 
  -  France : 14 janvier 1910
  -  États-Unis : 14 février 1910

## Distribution
- Charles Prince
- Paul Landrin
- Louis Brunais
- Melle Vernières